# Sân vận động Olympic Baku
Sân vận động Olympic Baku (tiếng Azerbaijani: Bakı Olimpiya Stadionu) là một sân vận động có sức chứa 68.700 chỗ ngồi, được thiết kế và xây dựng để đáp ứng các tiêu chuẩn quốc tế cho các sân vận động bởi Liên đoàn bóng đá châu Âu (UEFA), Liên đoàn bóng đá thế giới (FIFA) và Liên đoàn điền kinh quốc tế (IAAF). Đây là sân vận động lớn nhất tại Azerbaijan.
Việc xây dựng sân vận động 225.000 m² trên một khu đất rộng 650.000 m² đã được hoàn thành vào tháng 2 năm 2015. Cấu trúc sáu tầng, 65,7 m gần hồ Boyukshor, Baku, Azerbaijan, đã khai trương vào ngày 6 tháng 3 năm 2015. Đội thuê chính của sân vận động là đội tuyển bóng đá quốc gia Azerbaijan, đội đã chuyển từ sân nhà trước đó của họ tại sân vận động Cộng hòa Tofiq Bahramov. Vào tháng 6 năm 2015, sân vận động đóng vai trò là địa điểm chính cho Đại hội Thể thao châu Âu, tổ chức lễ khai mạc và bế mạc, và các môn thể thao. Địa điểm dự định tổ chức tứ kết và ba trong số các trận đấu vòng bảng tại Euro 2020. Một khu vực màu xanh lá cây đang được phát triển xung quanh sân vận động, có thể truy cập bằng phương tiện giao thông công cộng.

## Lịch sử

### Lễ thành lập
Nền tảng của sân vận động Olympic Baku được đặt vào ngày 6 tháng 6 năm 2011 trong một buổi lễ kỷ niệm 100 năm của bóng đá Azerbaijan.
Buổi lễ có sự tham dự của Tổng thống Azerbaijan Ilham Aliyev và phu nhân Mehriban Aliyeva, Chủ tịch FIFA Sepp Blatter, Chủ tịch UEFA Michel Platini, thành viên nổi bật của cộng đồng bóng đá toàn cầu, người đứng đầu các liên đoàn, cựu chiến binh bóng đá và các vị khách khác. Tổng thống Azerbaijan Ilham Aliyev đã được thông báo về kế hoạch xây dựng sân vận động trong tương lai. Phát biểu tại buổi lễ, Blatter nói:
"Đây thực sự là một công trình đẹp, vĩ đại và hơn 60 nghìn người hâm mộ bóng đá đến sân vận động sẽ có thể thưởng thức bóng đá."
Aliyev sau đó đặt một viên nang kim loại tượng trưng trong một quả bóng đá. Con trai của ông Heydar, ghi một bàn thắng trong một cổng tượng trưng, thả quả bóng vào nền tảng. Chủ tịch Aliyev với Blatter và Platini, vận hành một công tắc bắt đầu đổ bê tông và ký một quả bóng đá, được lưu giữ trong ký ức của buổi lễ.

### Xây dựng
Mặc dù lễ khởi công diễn ra vào năm 2011, việc xây dựng sân vận động chỉ bắt đầu vào tháng 11 năm 2012 với việc khai quật và san lấp khu vực sân vận động.
Sân vận động được hoàn thành vào ngày 28 tháng 2 năm 2015 và lễ khai mạc diễn ra vào ngày 6 tháng 3 năm 2015. Tổng thống Aliyev đã tham gia lễ khai mạc.
Tổng bố cục của sân vận động là 617.000m² và có sức chứa 68.000 người. Nó cao sáu tầng.

Baku đã sẵn sàng đăng cai Đại hội Thể thao châu Âu đầu tiên vào năm 2015. Dự án Sân vận động Olympic được xem là dự án quan trọng và uy tín nhất được thực hiện bởi Azerbaijan cho các môn thi đấu. Diện tích bố trí sân vận động chính là 87.000m², tổng diện tích giới hạn là 215.000 m2, chiều cao tối đa từ mặt đất 60m².

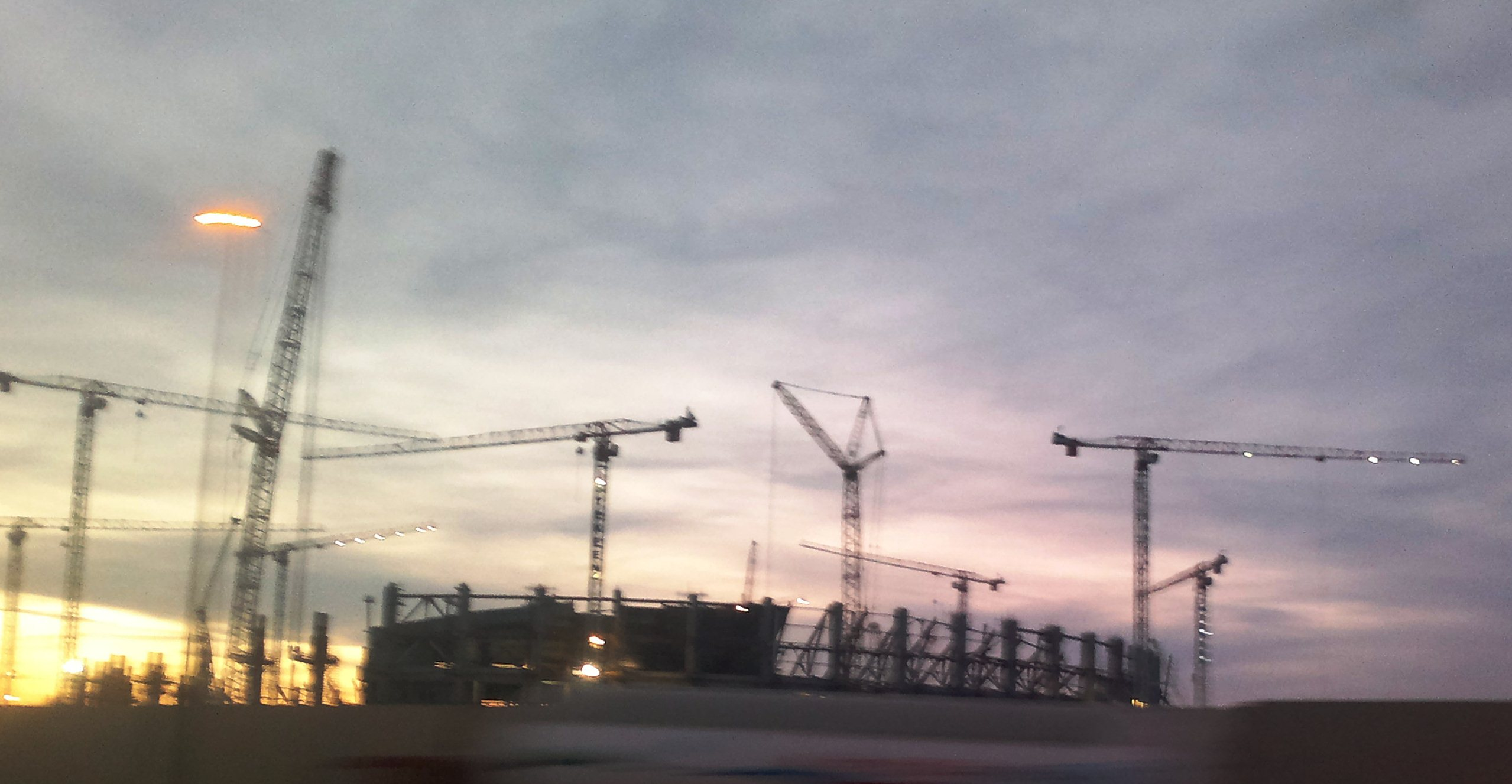
Xây dựng sân vận động ở Baku

Dự án được tài trợ bởi SOCAR. Một công ty Thổ Nhĩ Kỳ, Tekfen Construction and Installation Co.,Inc, đã được trao hợp đồng thiết kế & xây dựng.
Cùng với sân vận động, đã xây dựng một số khách sạn, địa điểm đỗ xe (3.617 chỗ để xe) và không gian xanh (81.574 mét vuông).
Sân vận động chứa VVIP, VIP - CIP Suites tổng cộng 127 chiếc với sức chứa 720 khán giả, tổng diện tích nội thất đặc biệt 25.200m² và tổng sức chứa xe cho 3.078 xe. Khu vực làm nóng 1.800 chỗ ngồi, Tòa nhà MEP, trung tâm thông tin và hai tòa nhà bên ngoài là tòa nhà khác của Dự án.

## Sự kiện
Sân vận động đã tổ chức môn điền kinh tại Đại hội Thể thao châu Âu 2015.
Sân vận động cũng là nơi diễn ra các trận đấu vòng bảng UEFA Champions League cho câu lạc bộ Qarabağ tại UEFA Champions League 2017-18.
Sân vận động cũng là nơi diễn ra trận chung kết UEFA Europa League 2018-19 giữa Chelsea và Arsenal.

### UEFA Euro 2020
Sân vận động là nơi diễn ra 3 trận vòng bảng và 1 trận tứ kết của UEFA Euro 2020, giải đấu diễn ra vào năm 2021 do ảnh hưởng của đại dịch COVID-19 tại châu Âu.
| Ngày                |              | Kết quả |            | Giải đấu | Khán giả |
| ------------------- | ------------ | ------- | ---------- | -------- | -------- |
| 12 tháng 6 năm 2021 | Wales        | 1–1     | Thụy Sĩ    | Bảng A   | 8,782    |
| 16 tháng 6 năm 2021 | Thổ Nhĩ Kỳ   | 0–2     | Wales      | Bảng A   | 19,762   |
| 20 tháng 6 năm 2021 | Thụy Sĩ      | 3–1     | Thổ Nhĩ Kỳ | Bảng A   | 17,138   |
| 3 tháng 7 năm 2021  | Cộng hòa Séc | 1–2     | Đan Mạch   | Tứ kết   | 16,306   |

### Trận đấu quan trọng

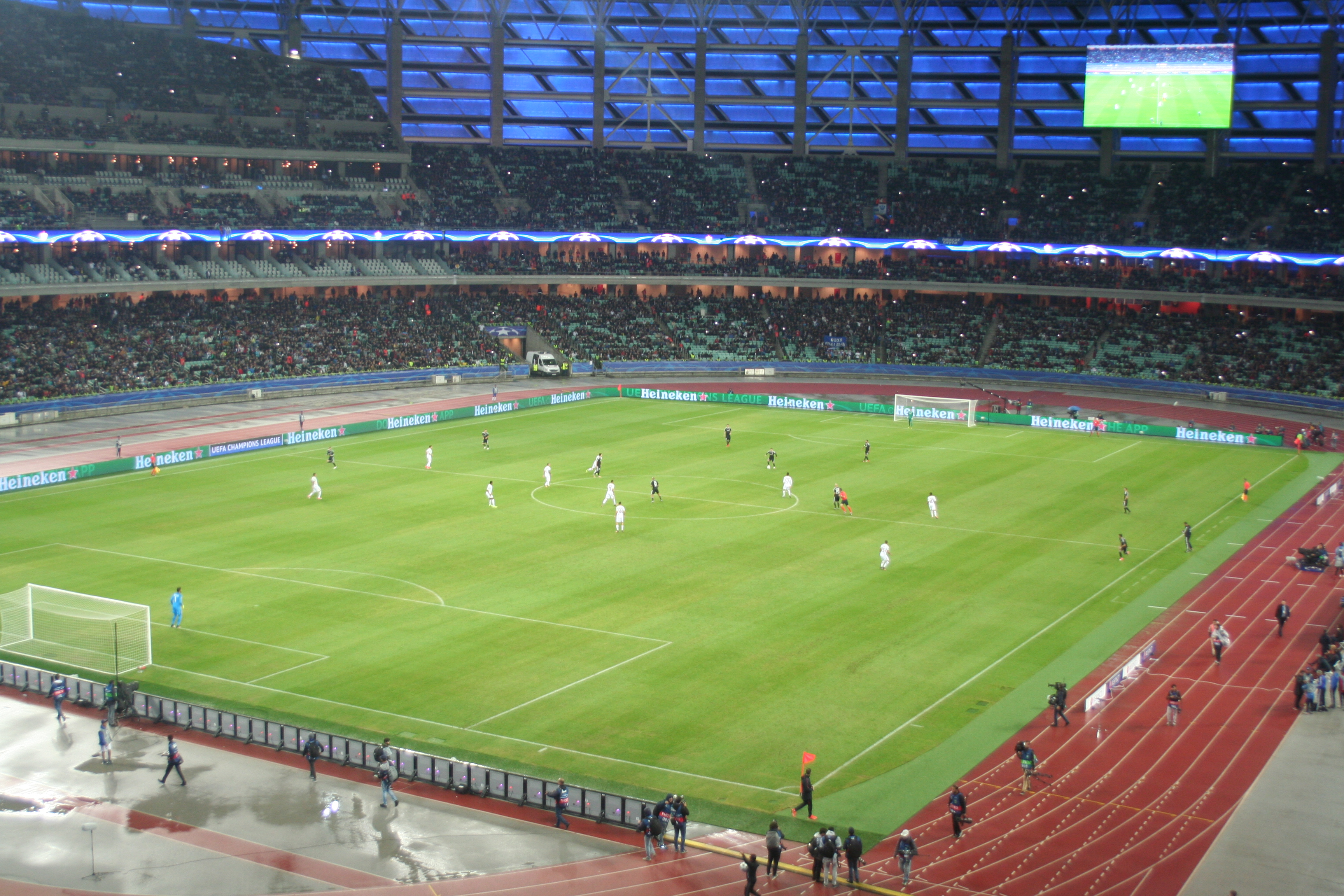
Qarabağ đấu với Roma ở Sân vận động Olympic Baku tại UEFA Champions League 2017-18.

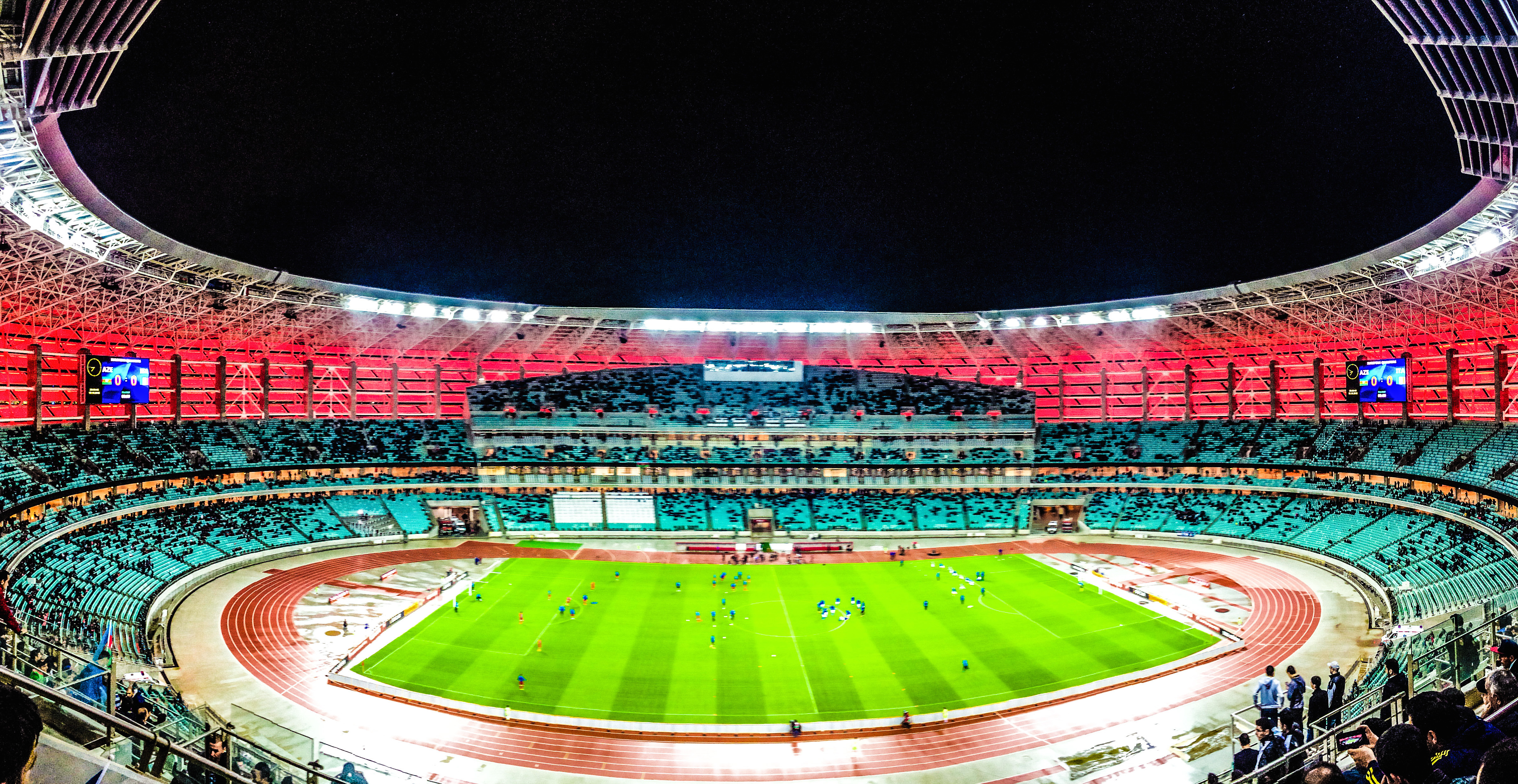
Bên trong Sân vận động Olympic Baku, 10 tháng 10 năm 2015.

| Ngày                 |            | Kết quả |                  | Giải đấu                          | Khán giả            |
| -------------------- | ---------- | ------- | ---------------- | --------------------------------- | ------------------- |
| 10 tháng 10 năm 2015 | Azerbaijan | 1–3     | Ý                | Vòng loại Euro 2016               | 48.000              |
| 8 tháng 10 năm 2016  | Azerbaijan | 1–0     | Na Uy            | Vòng loại World Cup 2018          | 35.000              |
| 27 tháng 3 năm 2017  | Azerbaijan | 1–2     | Cộng hòa Séc     | Vòng loại World Cup 2018          | 16.200              |
| 27 tháng 9 năm 2017  | Qarabağ    | 1–2     | Roma             | Vòng bảng UEFA Champions League   | 67.200              |
| 18 tháng 10 năm 2017 | Qarabağ    | 0–0     | Atlético Madrid  | Vòng bảng UEFA Champions League   | 47.923              |
| 22 tháng 11 năm 2017 | Qarabağ    | 0–4     | Chelsea          | Vòng bảng UEFA Champions League   | 67.100              |
| 4 tháng 10 năm 2018  | Qarabağ    | 0–3     | Arsenal          | Vòng bảng UEFA Europa League      | 63.412              |
| 29 tháng 5 năm 2019  | Chelsea    | 4–1     | Arsenal          | Chung kết UEFA Europa League 2019 | 51.370              |
| 5 tháng 9 năm 2020   | Azerbaijan | 1–2     | Luxembourg       | UEFA Nations League 2020-21 C     | 0, hạn chế COVID-19 |
| 30 tháng 3 năm 2021  | Azerbaijan | 1–2     | Serbia           | Vòng loại World Cup 2022          | 0, hạn chế COVID-19 |
| 7 tháng 9 năm 2021   | Azerbaijan | 0–3     | Bồ Đào Nha       | Vòng loại World Cup 2022          | 20.574              |
| 9 tháng 10 năm 2021  | Azerbaijan | 0–3     | Cộng hòa Ireland | Vòng loại World Cup 2022          | 6.852               |
| 11 tháng 11 năm 2021 | Azerbaijan | 1–3     | Luxembourg       | Vòng loại World Cup 2022          | 2.986               |